# Pispis
Pispis is een bestuurslaag in het regentschap Serdang Bedagai van de provincie Noord-Sumatra, Indonesië. Pispis telt 804 inwoners (volkstelling 2010).